# تورگنبی، یورکشر شمالی
تورگنبی (به انگلیسی: Thorganby) یک روستا و محله مدنی در بریتانیا است که در سلبی واقع شده‌است. تورگنبی ۳۳۰ نفر جمعیت دارد.